# Mami Wata

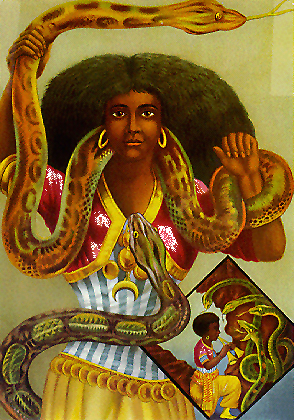
Poster contemporan al unui Mami Wata, „preoteasă șarpe”, pictat de artistul german (Hamburg) Schleisinger, cca. 1926, afișat în altare ca o imagine populară a Mami Wata în Africa și în diaspora.

Mami Wata este un panteon de spirite de apă originar din Africa, dar astăzi cu aderenți prin toată diaspora africană.